# Dunărea Galați în sezonul 1997-1998
Sezonul 1997-1998  este unul salvator pentru Dunărea Galați care evită retrogradarea pe ultima sută de metri. Haralambie Antohi este înlocuit temporar sau chiar definitiv în cel mai rău caz nu cel mai bun desigur cu Mihai Ciobanu este un cumul de bătrâni și tineri în același timp la echipă, pe lângă Mihai Ciobanu și Haralambie Antohi mai pregătește echipa și Valentin Kramer! e cam ultima dată când antrenează el la Dunărea Galați.

## Echipă
| Nr. |         | Poziție | Jucător             |
| --- | ------- | ------- | ------------------- |
| -   | România | P       | Mihai Barbu         |
| -   | România | P       | Alexandru Iliuciuc  |
| -   | România | P       | Valentin Buruiană   |
| -   | România | P       | Constantin Bădan    |
| -   | România | P       | Mihai Caloian       |
| -   | România | P       | Daniel Done         |
| -   | România | P       | Marian Bodea        |
| -   | România | F       | Ionel Budacă        |
| -   | România | F       | Florin Cujbă        |
| -   | România | F       | Sorin Ghionea       |
| -   | România | F       | Manuel Amarandei    |
| -   | România | F       | Sorin Bălan         |
| -   | România | F       | Marius Humelnicu    |
| -   | România | F       | Iulian Dăniță       |
| -   | România | F       | Cătălin Mirea       |
| -   | România | F       | Aurelian Brașoveanu |
| -   | România | F       | Andrei              |
| -   | România | F       | Bahica              |
| -   | România | F       | Cătălin Chicoș      |
| -   | România | F       | Damian Băncilă      |
| -   | România | F       | Sorin Chirciu       |
| -   | România | F       | George Movilă       |
| -   | România | F       | Adrian Ariton       |
| -   | România | F       | Daniel Miloiu       |
| -   | România | F       | Marius Cosoreanu    |
| -   | România | M       | Adrian Negraru      |
| -   | România | M       | Valentin Stan       |
| -   | România | M       | Claudiu Stan        |
| -   | România | M       | Sorin Frunză        |
| -   | România | M       | Tudorel Chivu       |
| -   | România | M       | Marius Bârnoveanu   |
| -   | România | M       | Denis Van Caval     |
| -   | România | M       | Emanuel Higlău      |
| -   | România | M       | Dumitru Horovei     |
| -   | România | M       | Doru Buciumeanu     |
| -   | România | M       | Nicolae Donici      |
| -   | România | M       | Modoranu            |
| -   | România | M       | Anton               |
| -   | România | M       | Vasilache           |
| -   | România | M       | Moldoveanu          |
| -   | România | A       | Dumitru Ionescu     |
| -   | România | A       | Marcel Atănăsoae    |
| -   | România | A       | Aurelian Podoabă    |
| -   | România | A       | Mitică Ragea        |
| -   | România | A       | Ionuț Enache        |
| -   | România | A       | Ionuț Niculcea      |
| -   | România | A       | Paul Bogdan         |
| -   | România | A       | Romeo Buteseacă     |

## Transferuri

### Sosiri
| Post | Jucător            | De la echipa          | Suma de transfer  | Dată |  | ---- |
| ---- | ------------------ | --------------------- | ----------------- | ---- |  | ---- |
| F    | Cătălin Mirea      | Midia Năvodari        | liber de contract | -    |  |      |
| P    | Alexandru Iliuciuc | Ceahlăul Piatra Neamț | liber de contract | -    |  |      |
| M    | Alin Pânzaru       | Oțelul Galați         | liber de contract | -    |  |      |
| M    | Sorin Frunză       | Juniori               | liber de contract | -    |  |      |
| F    | Sorin Ghionea      | Juniori               | liber de contract | -    |  |      |
| A    | Romeo Buteseacă    | Juniori               | liber de contract | -    |  |      |
| F    | Manuel Amarandei   | Juniori               | liber de contract | -    |  |      |

### Plecări
| Post | Jucător           | De la echipa        | Suma de transfer  | Dată |  | ---- |
| ---- | ----------------- | ------------------- | ----------------- | ---- |  | ---- |
| F    | Damian Băncilă    | Dunărea Călărași    | liber de contract | -    |  |      |
| P    | Constantin Hăisan | Dacia Unirea Brăila | liber de contract | -    |  |      |
| F    | Iulian Dăniță     | Astra Ploiești      | liber de contract | -    |  |      |
| M    | Iulian Apostol    | Oțelul Galați       | liber de contract | -    |  |      |
| F    | Marian Roșu       | Petrolul Berca      | liber de contract | -    |  |      |

Clasamentul după 34 de etape se prezintă astfel:

## Seria II

### Rezultate
| Victorii | Egaluri | Înfrângeri | Cea mai mare victorie | Cea mai mare înfrangere |

### Sezon intern
| 1  | Dunărea Galați       | Foresta II Fălticeni | Dăniță 85' Ilucă 37'                                                                                     | 1-1 |
| 2  | Dacia Unirea Brăila  | Dunărea Galați       | Baciu 36' Baltă 53', 89' Mihai 66' Rupedeal 75' Cujbă 78' (pen.) Brașoveanu 81' (pen.)                   | 5-2 |
| 3  | Metalul Plopeni      | Dunărea Galați       | | 0-0 |
| 4  | Dunărea Galați       | Dunărea Călărași     | Cujbă 48' Brașoveanu 54' Atănăsoae 84' Țicu 24' Păun 82'                                                 | 3-2 |
| 5  | Nitramonia Făgăraș   | Dunărea Galați       | Torok 54' Chiric 87'                                                                                     | 2-0 |
| 6  | Dunărea Galați       | FC Brașov            | Atănăsoae 60' Beraru 48'                                                                                 | 1-1 |
| 7  | Metrom Brașov        | Dunărea Galați       | Perdei 43' Strelțov 79' Vișan 89' (pen.)                                                                 | 3-0 |
| 8  | Dunărea Galați       | FC Onești            | Atănăsoae 84' (pen.) Iriza 12' Gorga 40' Bârsan 83'                                                      | 1-3 |
| 9  | Astra Ploiești       | Dunărea Galați       | Dăscălescu 57'                                                                                           | 1-0 |
| 10 | Dunărea Galați       | Midia Năvodari       | Atănăsoae 4' (pen.) Cujbă 45' Dăniță 65' Lazăr 1' (pen.)                                                 | 3-1 |
| 11 | Poiana Câmpina       | Dunărea Galați       | Burtea 40' Costescu 51', 77'                                                                             | 3-0 |
| 12 | Dunărea Galați       | Politehnica Iași     | Atănăsoae 11' (pen.), 22' Niculcea 83' Gavrilescu 44' Cojocaru 53' Baston 58' Căunei 86'                 | 3-4 |
| 13 | Petrolul Moinești    | Dunărea Galați       | Moței 20' (pen.)                                                                                         | 1-0 |
| 14 | Dunărea Galați       | Precizia Săcele      | Bona 43' (pen.)                                                                                          | 0-1 |
| 15 | Tractorul Brașov     | Dunărea Galați       | Năstase 21' Cristean 56', 60' Isăilă 64' Mocanu 83'                                                      | 5-0 |
| 16 | Dunărea Galați       | Gloria Buzău         | Dumitriu 43' Atănăsoae 61' (pen.), 75' (pen.) Dăniță 90' Popescu 25' Drăgulin 47' Timiș 70' Paveliuc 83' | 4-4 |
| 17 | Rocar București      | Dunărea Galați       | Stoian 4', 90' Voinea 17' Cârlig 20' Andreescu 57', 86' Savu 75' Cristescu 80' Vasilache 27'             | 8-1 |
| 18 | Foresta II Fălticeni | Dunărea Galați       | Atănăsoae 63'                                                                                            | 0-1 |
| 19 | Dunărea Galați       | Dacia Unirea Brăila  | Cujbă 29' Atănăsoae 31' (pen.), 34', 60' Baltă 84' (pen.)                                                | 4-1 |
| 20 | Dunărea Galați       | Metalul Plopeni      | Buteseacă 24' Mocanu 5'                                                                                  | 1-1 |
| 21 | Dunărea Călărași     | Dunărea Galați       | Nohai 14' (pen.) Gavrilescu 66' Atănăsoae 90' (pen.)                                                     | 2-1 |
| 22 | Dunărea Galați       | Nitramonia Făgăraș   | | 0-0 |
| 23 | FC Brașov            | Dunărea Galați       | Cornea 13', 41' Buta 47'                                                                                 | 3-0 |
| 24 | Dunărea Galați       | Metrom Brașov        | Bogdan 21', 65'                                                                                          | 2-0 |
| 25 | FC Onești            | Dunărea Galați       | Gorga 29' Ghionea 33' (o.g.) Cujbă 20'                                                                   | 2-1 |
| 26 | Dunărea Galați       | Astra Ploiești       | Dăscălescu 4' (pen.)                                                                                     | 0-1 |
| 27 | Midia Năvodari       | Dunărea Galați       | Ungureanu 30' Dicu 67', 88'                                                                              | 3-0 |
| 28 | Dunărea Galați       | Poiana Câmpina       | Buteseacă 2', 47' Bogdan 60'                                                                             | 3-0 |
| 29 | Politehnica Iași     | Dunărea Galați       | Ambrosie 86'                                                                                             | 1-0 |
| 30 | Dunărea Galați       | Petrolul Moinești    | Buteseacă 38'                                                                                            | 1-0 |
| 31 | Precizia Săcele      | Dunărea Galați       | | 0-0 |
| 32 | Dunărea Galați       | Tractorul Brașov     | Frunză 76'                                                                                               | 1-0 |
| 33 | Gloria Buzău         | Dunărea Galați       | Petre 4' Pânzaru 48'                                                                                     | 1-1 |
| 34 | Dunărea Galați       | Rocar București      | Atănăsoae 57'                                                                                            | 1-0 |